# Шубинка (приток Чемровки)
Шубинка — река в России, протекает по территории Целинного и Зонального районов Алтайского края. Впадает по правому берегу реки Чемровка. Длина реки — 68 км, площадь её водосборного бассейна — 508 км².
- В 51 км от устья по левому берегу реки впадает река Топка.

## Данные водного реестра
По данным государственного водного реестра России относится к Верхнеобскому бассейновому округу, водохозяйственный участок реки — Обь от слияния рек Бия и Катунь до города Барнаул, без реки Алей, речной подбассейн реки — бассейны притоков (Верхней) Оби до впадения Томи. Речной бассейн реки — (Верхняя) Обь до впадения Иртыша.